# Ajni (dystrykt)
Ajni (tadż. Ноҳияи Айнӣ, pers. ناحیۀ عینی) - dystrykt w południowej części wilajetu sogdyjskiego w Tadżykistanie. Leży w środkowym biegu rzeki Zarafszan. Jego stolicą jest miasto Ajni. Nazwa na cześć tadżyckiego poety narodowego Sadriddina Ajniego (tadż. Садриддин Айнӣ).

## Podział administracyjny
Dystrykt Aini dzieli się na 8 dżamoatów:
- Urmetan
- Dardar
- Ajni
- Fondarjo
- Rarz
- Szamtucz
- Anzob
- Zarafszan